# Reach Lode
Reach Lode ist der Name eines künstlich angelegten und mit Booten befahrbaren Kanals in der englischen Grafschaft Cambridgeshire, welcher zu den Cambridgeshire Lodes gezählt wird. Er verbindet das Dorf Reach mit dem River Cam.

## Verlauf

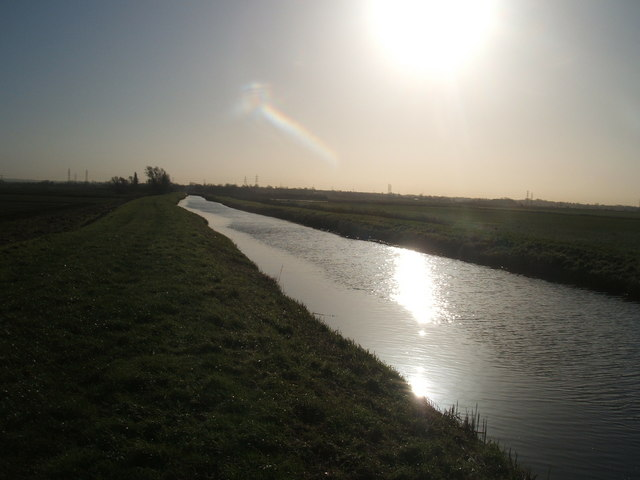
Der Reach Lode kurz vor dem Dorf Reach

Der etwa 4,5 Kilometer lange Reach Lode entsteht nordwestlich von Reach. Zuerst fließt er etwas mehr als 3 Kilometer gerade nach Nordwesten, ehe er nach der Einmündung des Burwell Lodes nach Westnordwest abknickt, um kurz vor seiner Einmündung in den River Cam, südwestlich des Dorfes Upware, erneut nach Nordwesten abzubiegen.
Auf seinem Lauf nimmt der Reach Lode mehrere Entwässerungskanäle sowie den Burwell Lode und den Wicken Lode auf.

## Geschichte
Der Ursprung des Reach Lodes geht vermutlich auf die Römerzeit zurück. Er diente neben den Warentransport auch zu Verteidigungszwecken und stellte dabei eine Verlängerung des Devil’s Dykes dar. Römerzeitliche Funde lassen auf Bootsanlegestellen in Upware und Reach schließen. Zur damaligen Zeit wurde hauptsächlich Kalkstein, der so genannte Clunch, über den Reach Lode transportiert.
Als man im Mittelalter begann in Reach einen Jahrmarkt, die Reach Fair, abzuhalten wuchs damit sowohl die Bedeutung des Ortes als auch die des Lodes. So transportierten Boote vom Mittelalter bis in das späte 18. Jahrhundert hinein Güter von der Küste nach Reach über den Kanal. Die Reste von mehreren Anlegeplätzen sowie von einigen Becken sind bis heute erhalten geblieben. Im frühen 19. Jahrhundert war der Lode Bestandteil eines nie über die Planungsphase hinausgehenden Kanalprojektes, welches Cambridge mit London verbinden hätte sollen. Im Jahr 1821 wurde im Zuge des Eau Brink Acts am Reach Lode eine Schleuse errichtet. Einige Jahre später kam der Lode in den Besitz von South Level Commissioners, welche den Kanal instand hielten. In der ersten Hälfte des 20. Jahrhunderts nahm die Bedeutung der Verbindung zum Dorf Reach ab, dafür nahm nach der Errichtung einer Düngemittelfabrik der Bootsverkehr nach Burwell über den Burwell Lode zu.
Während des Zweiten Weltkrieges wurden nur mehr geringe Mengen an Gütern über den Reach Lode transportiert, ehe der kommerzielle Bootsverkehr in der Nachkriegszeit komplett zum Erliegen kam. Der Reach Lode wird heute von Privatbooten genutzt.